# Cucullaea elegans
Espèce
Cucullaea elegans est une espèce fossile de mollusques bivalves de la famille des Cucullaeidae.

## Systématique
L'espèce Cucullaea elegans est décrite par Roemer en 1836.

## Présentation
Elle a été trouvée dans des terrains du Lias (Jurassique inférieur) près de Goslar en Allemagne.